# Österbäcken
Österbäcken utgör tillsammans med Västerbäcken källflöde till Åhedån (Kasamarksbäcken) i södra Västerbotten, Umeå kommun. Längd cirka 7 km. 
Österbäcken rinner upp vid Dalsjö nära Överboda och strömmar till en början rakt söderut. Största biflöde är Sögermyrbäcken från vänster. Nära Kasamark blir både krökar och forsar talrikare, och bäcken böjer av åt väster för att strax söder om Bäcknäset förena sig med Västerbäcken och bilda Åhedån.